# Hospital Hermanos Laguna
El Hospital Hermanos Laguna era un hospital público situado en Alcorcón, y que formaba parte del Instituto Nacional de Salud (INSALUD). Fue un pequeño hospital provincial precursor del actual Hospital Universitario Fundación Alcorcón.

## Historia
Fue inaugurado en 1975 y desde sus inicios, fue un pequeño hospital que atendía pacientes de escasa gravedad. No disponía de quirófanos ni servicio de Urgencias. 
El Hospital Hermanos Laguna sirvió como hospital de apoyo  al Hospital Universitario de Móstoles tras la apertura de éste en 1983, trasladando muchos pacientes a dicho hospital o al Hospital Clínico San Carlos.
A partir de 1987 se aprobó acometer reformas con un presupuesto de 200 millones de pesetas, como la instalación de un servicio de urgencia de especialidades básicas, potenciar algunos servicios, instalación de camas y mejora de los servicios de laboratorio y radiología.
A principios de la década de 1990 se planea la creación de un nuevo hospital para dar cobertura asistencial propia en Alcorcón (ya que la ciudad continuaba aumentando su población), y la posibilidad de clausurar el Hospital Hermanos Laguna. 
Finalmente la inauguración del Hospital Universitario Fundación Alcorcón trajo consigo el cierre del Hospital Hermanos Laguna en 1998. 
A partir de la década de 2000, el centro ha sufrido nuevas reformas y ha sido reconvertido en un centro integral de mayores municipal, rebautizado en 2015 con el nombre de Centro Municipal de Mayores Adolfo Suárez.

## Cobertura Asistencial
El Hospital pertenecía al Sector 8 del área sanitaria de la Comunidad de Madrid, entonces gestionada por INSALUD. A pesar de estar localizado en Alcorcón, no tenía población adscrita propia y ejercía funciones de hospital de apoyo al Hospital General de Móstoles. 

## Cartera de servicios
| 1. Cardiología 2. Medicina Intensiva - Unidad Coronaria 3. Medicina Interna 4. Hematología | - Farmacia Hospitalaria - Radiodiagnóstico - Análisis clínico - Microbiología |

## Personal
A principios de la década de 1990, en el hospital trabajaban alrededor de 180 profesionales.
Contaba con:
- Área Médica - Facultativos 24
- Área Enfermería 53
- Otro personal 103

## Instalaciones y recursos
Se componía de 1 edificio de varias plantas, con una superficie construida de más de 1000 metros cuadrados. 
El hospital disponía de:
- camas instaladas 77
- camas de Unidad Coronaria 8
- consultas externas 5